# Psychoda bogotensis
Psychoda bogotensis és una espècie d'insecte dípter pertanyent a la família dels psicòdids que es troba a Sud-amèrica: Colòmbia.